# كارلوس ووكر
كارلوس ووكر (بالإنجليزية: Shawty Lo) (و. 1976 – 2016 م) هو موسيقي، ومغني راب، ومنتج أسطوانات، ومهرب مخدرات أمريكي، ولد في مولتري، بدأ مشواره المهني سنة 2000، توفي في أتلانتا، عن عمر يناهز 40 عاماً، بسبب حادث مرور.

## وصلات خارجية
- كارلوس ووكر على موقع IMDb (الإنجليزية)
- كارلوس ووكر على موقع ميوزك برينز (الإنجليزية)
- كارلوس ووكر على موقع أول ميوزيك (الإنجليزية)
- كارلوس ووكر على موقع ديسكوغز (الإنجليزية)

- كارلوس ووكر في قاعدة بيانات الأفلام على الإنترنت